# Batalha de Las Guásimas
A Batalha de Las Guásimas, de 24 de junho de 1898, foi uma ação de retaguarda espanhola liderada pelo Major-General Antero Rubín contra colunas avançadas comandadas pelo Major-General "Fighting Joe" Wheeler e o primeiro combate terrestre da Guerra Hispano-Americana. A batalha se desenrolou a partir da tentativa de Wheeler de invadir posições espanholas em Las Guasimas de Sevilla, nas selvas ao redor de Santiago de Cuba, com a 1ª Cavalaria Voluntária dos EUA e a 10ª Cavalaria Regular.
Aproximando-se de 24 de junho, relatórios americanos sugeriam que os espanhóis estavam cavando com um canhão de campanha; no entanto, os batedores cubanos os contradisseram, revelando que os espanhóis estavam se preparando para abandonar a sua posição. Na verdade, as tropas espanholas receberam ordens para recuar sobre Santiago. Wheeler solicitou a ajuda das forças cubanas anexas para um ataque imediato, mas seu comandante, o Coronel González Clavel, recusou. Wheeler decidiu atacar de qualquer maneira, avançando com seus homens com dois canhões de campanha a reboque.
Durante a emoção da batalha, Wheeler, um ex-oficial confederado, supostamente gritou "Vamos, rapazes! Temos os malditos Yankees em fuga de novo!". As forças de Wheeler moveram-se para cercar a primeira linha de batalha dos espanhóis, atacando sua frente e flanco direito, mas foram repelidas. Durante uma pausa nos combates, ambos os lados reforçaram as suas posições. Os espanhóis enviaram duas companhias do Batalhão San Fernando, juntamente com a artilharia. Depois do meio-dia, o ataque americano foi renovado, mas o Batalhão Provisório Espanhol de Porto Rico mais uma vez bloqueou o assalto americano.
Após deter o avanço americano, os espanhóis retomaram a retirada em direção a Santiago. A batalha custou às forças americanas dezessete mortos e cinquenta e dois feridos, enquanto as forças espanholas sofreram sete mortos e quatorze feridos. A imprensa "amarela" americana, desconhecedora dos fatos no terreno, descreveu a batalha como uma derrota dos espanhóis; mais tarde, os historiadores culparam severamente Wheeler por desperdiçar a vida de seus homens em um assalto frontal.

## Antecedentes

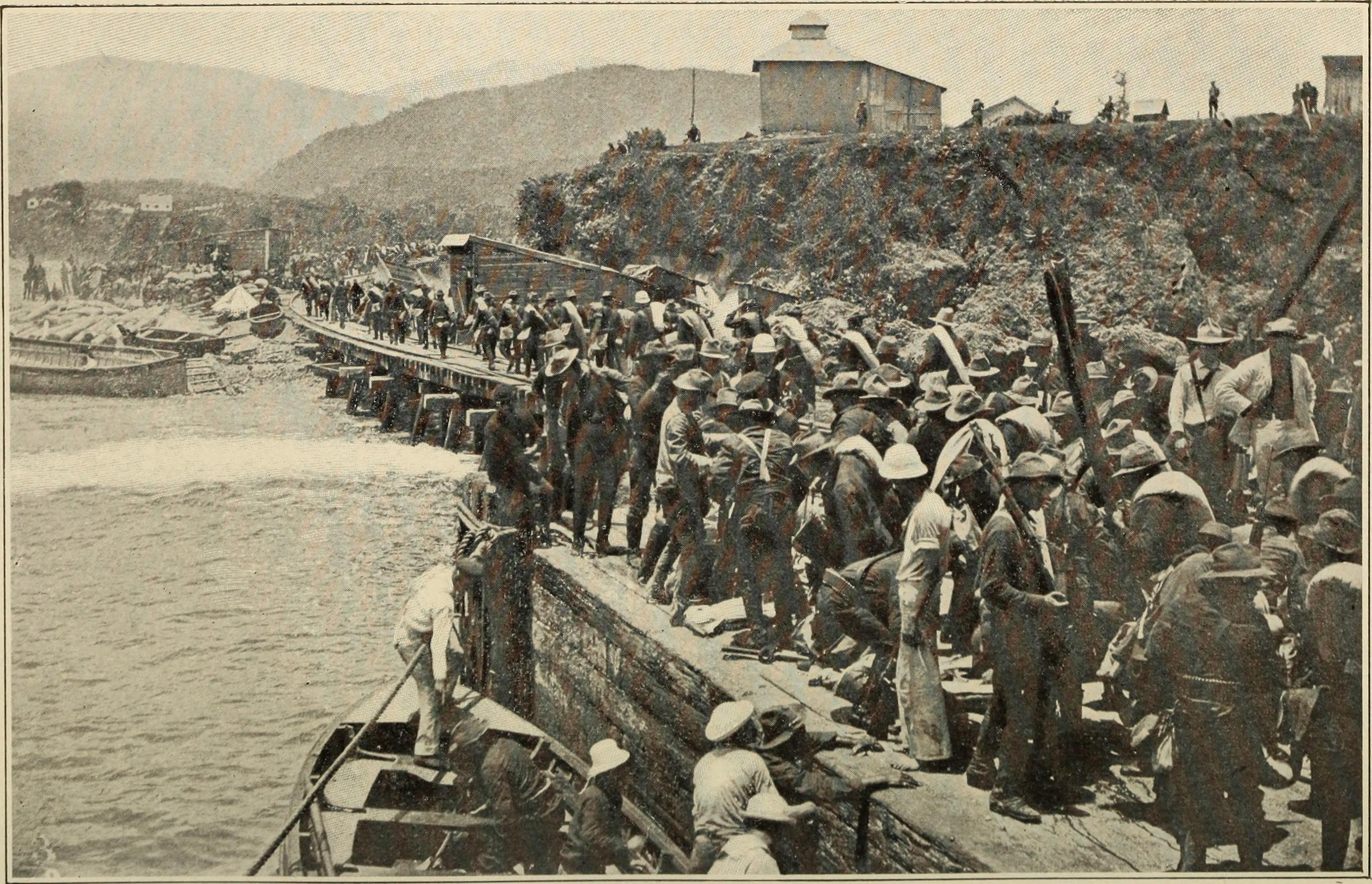
Tropas desembarcam sem oposição

Em 23 de junho, as guarnições espanholas de Sigua, Siboney e Daiquirí, retirando-se antes dos desembarques americanos nas suas proximidades, entraram em confronto com uma coluna da guarda avançada cubana de 250 homens sob o comando do Coronel Carlos González Clavel, perto de Sevilla, a leste de Santiago de Cuba. Tendo perdido três mortos e 10 feridos na escaramuça e infligido aproximadamente as mesmas baixas, os espanhóis retiraram-se para uma posição levemente entrincheirada em Las Guásimas de Sevilla, na estrada para Santiago (6,4km a noroeste da praia de Siboney).
O General-de-Brigada Lawton, comandante da 2ª Divisão de Infantaria do V Corpo de Voluntários dos EUA, havia sido nomeado chefe da operação de desembarque pelo Major-General William Rufus Shafter, comandante-em-chefe das forças americanas em Cuba. Relatórios americanos sugeriam que os espanhóis estavam escavando com um canhão de campanha; no entanto, os batedores cubanos os contradisseram, revelando que os espanhóis estavam se preparando para abandonar a sua posição.
No dia 23, o Major-General Joseph Wheeler, recebeu ordens de Shafter para lançar piquetes a Siboney, mas encontrou o inimigo em retirada em direcção a Sevilla, com cerca de 100 cubanos a atacar a sua retaguarda. Wheeler decidiu atacar as novas posições espanholas no dia seguinte, estabelecidas a três milhas de Siboney, com a ajuda do General Castillo. Com informações fornecidas pelo General Castillo, incluindo um mapa das posições espanholas, Wheeler e o General Young planejaram um avanço ao longo de duas colunas, o Coronel Wood à esquerda e o 1º e 10º Regimentos de Cavalaria à direita.

## Batalha
O General-de-Brigada Antero Rubín comandou cerca de 1.500 homens e 2 canhões, distribuídos da seguinte forma:
- 3 companhias do 1º Batalhão de Infantaria "Provisório de Porto Rico",
- 5 companhias do 11º Batalhão de Infantaria "San Fernando"
- 5 companhias do 4º Batalhão de Infantaria "Peninsular de Talavera "
- 2 empresas de movilizados (legalistas espanhóis recrutados)
- 2 pelotões de engenharia e 1 pelotão de artilharia de montanha equipados com dois canhões Krupp 75mm

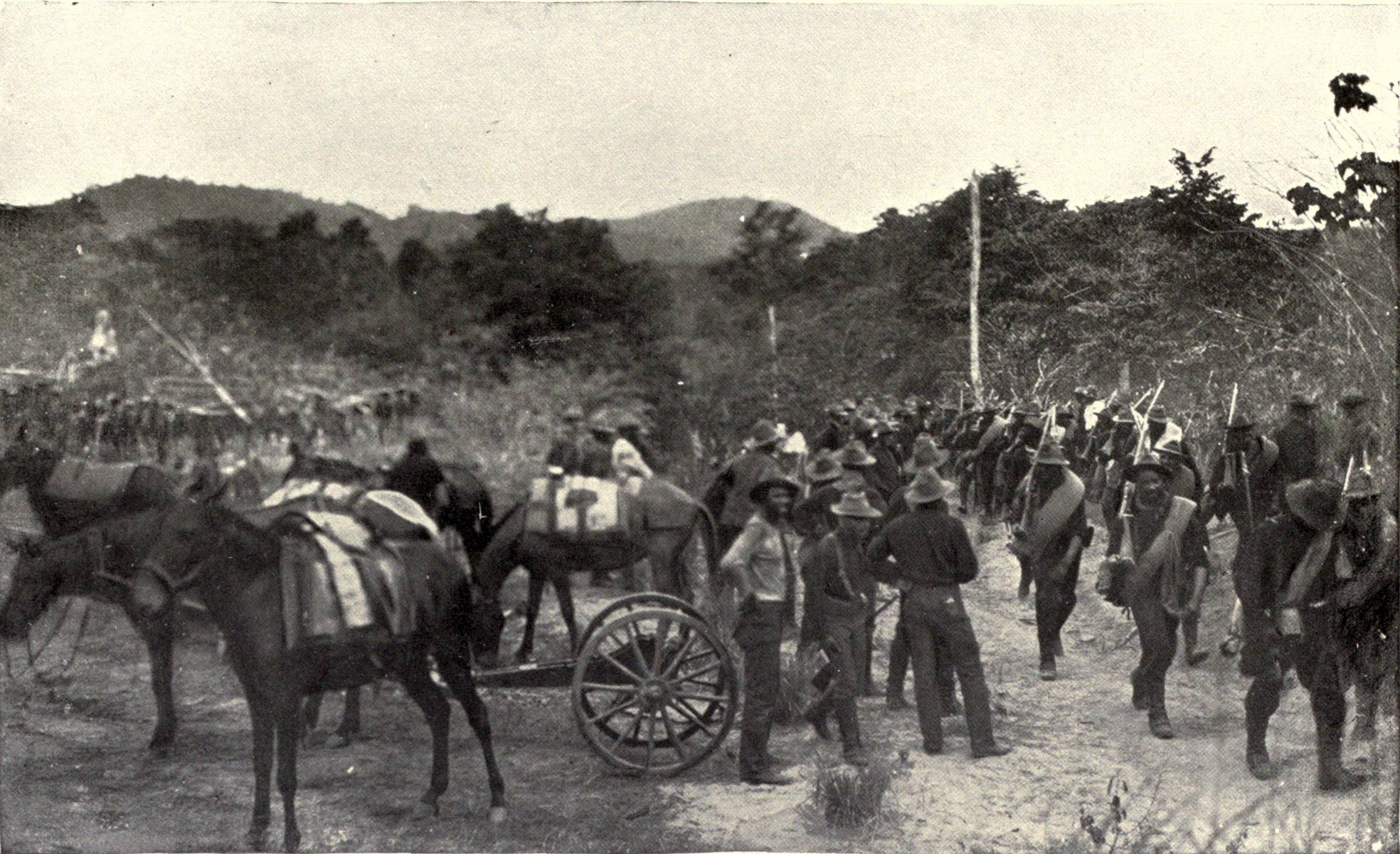
"No campo de batalha de Las Guásimas - Americanos indo para a frente" em Harper's Pictorial History of the War with Spain, Vol. II, 1899

Estas forças foram desdobradas em três escalões: 3 companhias do batalhão Porto Rico e 1 companhia de movilizados cobrindo o cruzamento das trilhas Siboney, com outras 2 companhias (do batalhão San Fernando) guardando as alturas circundantes; 3 companhias (San Fernando), os engenheiros e a artilharia ocuparam Asiento de Sevilla; e 5 companhias do batalhão Talavera e 1 companhia de movilizados ocuparam La Redonda sob o comando do Coronel Bory, cobrindo as trilhas para Justicí e El Pozo.
O lado americano incluía o 1º Regimento de Cavalaria Voluntária dos EUA, ou "Rough Riders", sob o comando de Leonard Wood, o 1º Regimento de Cavalaria Regular dos EUA e o 10º Regimento de Cavalaria Regular dos EUA (esta consistia de soldados negros, então chamados de soldados Buffalo). Apoiadas pela artilharia, as forças americanas somavam 964 homens, apoiado por 800 homens de Castillo.
O primeiro sinal que os americanos tiveram da proximidade do inimigo foi um soldado do Exército cubano caído morto na estrada. O combate começou com tiros da artilharia norte-americana. A infantaria espanhola respondeu ao fogo, imobilizando as unidades americanas que avançavam com salvas de fuzil. Os espanhóis estavam armados com fuzis de repetição Mauser modelo 1893 de 7mm de fabricação alemã, que disparavam tiros após tiros de pólvora sem fumaça, tornando-os extremamente difíceis de identificar. Presente durante a batalha, o autor Stephen Crane (famoso por seu romance The Red Badge of Courage) escreveu que as armas de fabricação alemã "soavam como se uma corda de um instrumento musical muito delicado tivesse sido tocada pelo vento em uma nota longa e fraca, ou que alguém acima de sua cabeça brandiu rapidamente um chicote longo e fino.

### O 1º e 10º Regimentos de Cavalaria atacam Las Guásimas na estrada da direita
As forças de Wheeler moveram-se para cercar o primeiro escalão dos espanhóis, assaltando sua frente e flanco direito. O comandante da brigada, SMB Young, supervisionou pessoalmente o posicionamento de uma bateria de canhões de campanha Hotchkiss de uma libra a 900 metros da posição principal espanhola em uma crista dominante apontando para sudoeste. Querendo ter certeza absoluta de que as tropas na colina não eram espanholas, ele disparou vários tiros contra a colina. Imediatamente, dois canhões de montanha de 75mm projetados pela Krupp espanhola responderam ao fogo. Satisfeito por ter enfrentado os espanhóis e escrevendo em seu conjunto serializado de artigos (e posteriormente em livro), "The Rough Riders", Theodore Roosevelt descreveu a fase inicial da batalha que começou na estrada da direita e envolveu o 1º e o 10º Regimentos de Cavalaria no Capítulo III "A Luta do General Young", do seguinte modo:
A densidade da selva e o fato de usarem pólvora absolutamente sem fumaça tornavam extremamente difícil localizar exatamente onde estavam, e quase imediatamente Young, que sempre gostou de chegar o mais perto possível de seu inimigo, começou a empurrar suas tropas para frente. Elas foram posicionadas em ambos os lados da estrada, em uma selva tão densa que só era possível ver adiante aqui e ali, e alguma confusão, é claro, se seguiu, o apoio gradualmente se misturando com o avanço. O Capitão Beck liderou a Tropa A do Décimo à esquerda, próximo à tropa (K) do Capitão Galbraith do Primeiro; duas outras tropas do Décimo estavam na extrema direita. Pela selva havia cercas de arame aqui e ali, e quando as tropas chegaram ao cume encontraram alturas íngremes. Elas foram lideradas de maneira muito galante, pois os oficiais regulares americanos sempre lideram seus homens; e os homens seguiram os seus líderes com a esplêndida coragem sempre demonstrada pelo soldado regular americano. Não havia um único retardatário entre eles, e em nenhum caso houve qualquer tentativa feita por qualquer soldado de se retirar para ajudar os feridos ou levar de volta os mortos, enquanto fossem tão frios e tão perfeitos em sua disciplina de fogo, que durante todo o combate, o gasto de munição não ultrapassou dez tiros por homem. O Major Bell, que comandava o esquadrão, teve a perna quebrada por um tiro enquanto liderava seus homens. O Capitão Wainwright assumiu o comando do esquadrão. O Capitão Knox foi baleado no abdômen. Ele continuou por algum tempo dando ordens às suas tropas e recusou-se a permitir que um homem na linha de fogo o ajudasse até a retaguarda. Seu primeiro-tenente, Byram, foi baleado, mas continuou a liderar seus homens até que o ferimento e o calor o dominaram e ele caiu desmaiado. O avanço foi impulsionado sob o olhar do General Young com a máxima energia, até que as vozes do inimigo pudessem ser ouvidas nas trincheiras. Os espanhóis mantiveram um tiroteio muito pesado, mas os regulares não seriam negados e, ao subirem as cristas (no lado direito da estrada do Camino Real, indo para a aldeia de Las Guásimas pelo sudeste), os espanhóis quebraram e fugiram."

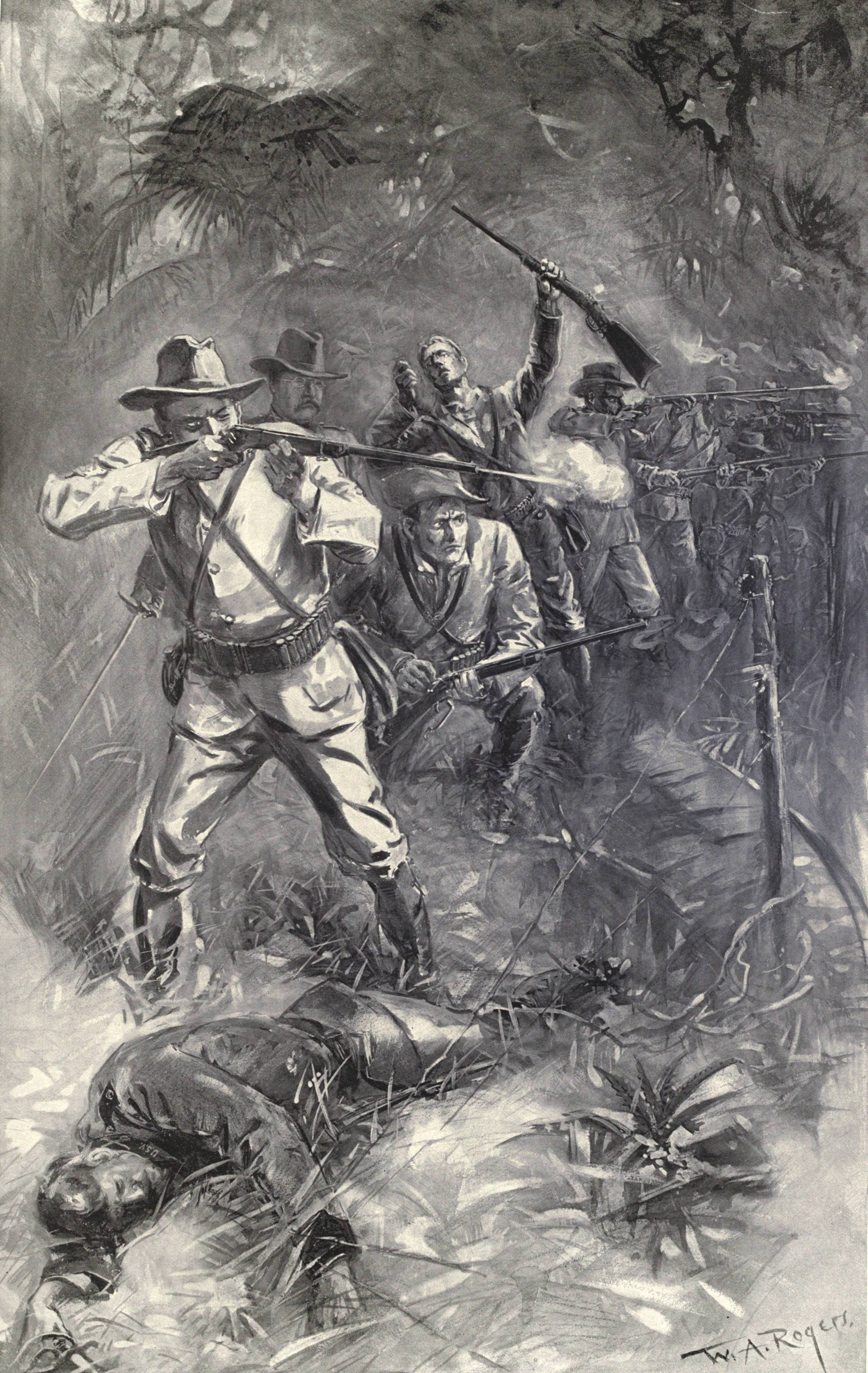
"A Batalha de Las Guásimas, 24 de junho - Theodore Roosevelt pode ser visto em segundo lugar a partir da esquerda dos soldados em pé neste esboço fantasioso dos 'Rough Riders" em Harper's Pictorial History of the War with Spain, 1899.

As alegações espanholas de que haviam repelido duas vezes o ataque americano não saíram de nenhum relatório de campo de batalha dos comandantes das tropas naquele dia.

### 1º de Voluntários“Rough Riders”atacam Las Guásimas na trilha da esquerda
Na trilha da esquerda, aproximadamente às 7h20, a patrulha de quatro homens 250 jardas à frente da Tropa L comandada pelo Capitão Alyn Capron se deparou com o soldado espanhol morto por um ataque cubano no dia anterior e que os cubanos disseram a Wheeler que indicaria a proximidade das linhas espanholas que atravessam a estrada à esquerda e à direita. Quando informado disso por Capron, Leonard Wood, que estava cerca de 500 metros atrás no caminho de freio e comandando os Rough Riders, ordenou "Silêncio nas fileiras" e imediatamente desdobrou várias tropas para a esquerda sob o comando do Major Brodie e várias tropas para a direita sob o comando do Tenente-Coronel Roosevelt. Foi enquanto ocorria esse desdobramento que o ponta-de-lança atirou em um espanhol e desencadeou um fogo de retorno imediato por meio de saraivadas por parte dos espanhóis. Os Rough Riders em ambos os lados esquerdo e direito da trilha avançaram e eventualmente forçaram os espanhóis a voltarem para sua segunda linha de trincheiras. Continuando a avançar, os Rough Riders acabaram por forçar os espanhóis a retirarem-se completamente das suas posições finais. Os Rough Riders da Tropa A na extrema direita uniram-se aos seus homólogos regulares e ajudaram-nos a tomar as posições espanholas na longa colina em forma de dedo à direita da estrada direita, com Rough Riders e regulares reunidos na base em forma de dedo da colina. A essa altura eram aproximadamente 9h30. Chegaram reforços do 9º Regimento de Cavalaria regular, mas já se passaram 30 minutos após a luta.
Depois de deter o avanço americano, os espanhóis retomaram inexplicavelmente a sua retirada em curso em direcção às defesas exteriores de Santiago, em vez de se beneficiarem com o forte revés infligido aos americanos, permitindo que "os observadores americanos assumissem unanimemente, mas incorrectamente, que o seu ataque forçou o inimigo a recuar".
As forças espanholas sofreram 7 mortos e 7 feridos, conforme relatado pelo General Rubín, embora estes números sejam por vezes revistos para cima. A discrepância ocorre porque os espanhóis em Las Guásimas escoltaram um comboio que transportava soldados feridos, como se pode ler na ordem de retirada enviada ao General Rubín pelo Tenente-General Arsenio Linares na tarde do dia 24.

## Consequências
Ambos os lados saíram satisfeitos com a sua “pequena vitória”. Rubín conduziu uma operação de retaguarda bem-sucedida, garantindo ao mesmo tempo a segurança das suas forças, afastando-se dos ameaçadores canhões de grande calibre da Marinha dos EUA ao longo da costa e conectando-se com os defensores espanhóis de Santiago. Depois de executar "o primeiro golpe" satisfatoriamente em Las Guásimas, Wheeler concentrou o V Corpo de Voluntários dos EUA com os 5.000 cubanos do General Calixto García e investiu contra as primeiras linhas de defesa de Santiago. O moral e a confiança americanos dispararam.
A posição em Sevilla, brevemente ocupada pelas forças americanas, revelou-se de pouco valor para o avanço pretendido em direção a Santiago. O General Shafter considerou instalar seu quartel-general em La Redonda assim que o desembarque fosse concluído, transferindo-o posteriormente para El Pozo. A retirada espanhola desbloqueou o caminho para os pontos fortes que cobriam Santiago na zona leste, principalmente o Forte Aguadores, o Cerro San Juan, Canosa, El Caney, e o Forte El Viso, onde um conjunto de batalhas sangrentas seriam travadas em 1º de julho. Muitos dos oficiais e soldados espanhóis que lutaram em Las Guásimas de Sevilla estariam novamente na luta no sangrento encontro do Cerro San Juan.
Embora o Coronel González Clavel tenha sido criticado por alguns oficiais norte-americanos por não ter participado no ataque, ele agiu de facto de acordo com o protocolo militar e as suas directivas do General Lawton, a autoridade suprema durante o desembarque, sendo as ordens do Quartel-General para não avançar até que o desembarque fosse concluído. As ações de González Clavel foram calorosamente aprovadas pelo General Lawton e pelo General Calixto García. Além disso, o exame histórico da operação sugeriu que os americanos cometeram um erro grave ao prosseguirem um ataque frontal contra uma posição espanhola que poderia ter sido desviada ou envolvida com muito menos dificuldade; se os espanhóis tivessem escolhido manter-se firmes, Wheeler poderia ter sofrido uma derrota muito severa. Um oficial dos Rough Riders refletiu: "É bom não estarmos em guerra com a Inglaterra, a Alemanha ou a França, pois não duraríamos uma semana."
O desdobramento espanhol em torno de Santiago também foi duramente criticado. Os observadores culparam Linares por não ter contestado totalmente o desembarque americano em Siboney, e Rubín por ceder as cristas em Las Guásimas - apesar das ordens nesse sentido - a uma coluna americana que não conseguiu expulsá-lo. Um historiador sugeriu que os espanhóis não poderiam opor-se ao avanço americano sem se exporem a um bombardeamento potencialmente devastador de canhões navais de longo alcance. A ineficácia dos tiros navais americanos contra posições baseadas em terra durante a guerra pode lançar dúvidas sobre esta afirmação.

## Na ficção
Este engajamento foi representado na minissérie Rough Riders estrelada por Tom Berenger como Theodore Roosevelt. O filme retrata a batalha como um sucesso americano, embora caro. Também foi mencionado em Benjamin's Field: Rescue, o primeiro livro de uma trilogia ficcional do autor JJ Knights. Knights descreve a batalha como um empreendimento caro e dispendioso que teve um impacto negativo duradouro no protagonista do romance, Benjamin Kyner, que lutou na batalha como cabo.

### Imprecisões
Existem várias imprecisões no filme. As armas Colt Rapid Firing vistas na representação da batalha no filme nunca foram usadas na luta real, pois as mulas que transportavam as metralhadoras desmontadas dispararam com o primeiro disparo espanhol, jogando as armas no chão e bloqueando temporariamente seus mecanismos de disparo além do reparo fácil em campo. O Tenente Pershing não comandava as tropas regulares de cavalaria. No ataque final, os comandantes dos dois regimentos regulares e voluntários não estavam próximos um do outro. Os Rough Riders estavam no flanco esquerdo e os regulares no direito – exatamente o oposto do filme. Roosevelt não estava na extremidade direita da linha dos Rough Riders, perto dos regulares. Em vez disso, ele estava na extremidade esquerda dos Rough Riders, tendo recebido ordem de assumir o comando do esquadrão de tropas D, E e F do Major Alexander Brodie, que foi ferido. O Soldado Harry Hefner não foi encontrado morrendo na antiga casa da distelaria. Ele foi deixado, ferido, erguido e continuando a atirar. Ele foi encontrado morto após a batalha. O homem baleado junto com Hamilton Fish foi o Soldado Ed Culver. Ele não era o ordenança dos oficiais.

### Precisões
Os fuzis Mauser espanhóis eram autênticos. O mapa visto no ataque final é uma ampliação de um mapa desenhado pelo correspondente da Harpers Monthly War, Caspar Whitney.